# Château de Mouans
Le château de Mouans est une demeure construite de la fin du XVe au tout début du XVIe siècle, qui se dresse sur le territoire de la commune française de Mouans-Sartoux dans le département des Alpes-Maritimes, en région Provence-Alpes-Côte d'Azur. L'édifice est inscrit au titre des monuments historiques.

## Localisation
Le château est situé sur la commune de Mouans-Sartoux, dans le département français des Alpes-Maritimes.

## Historique

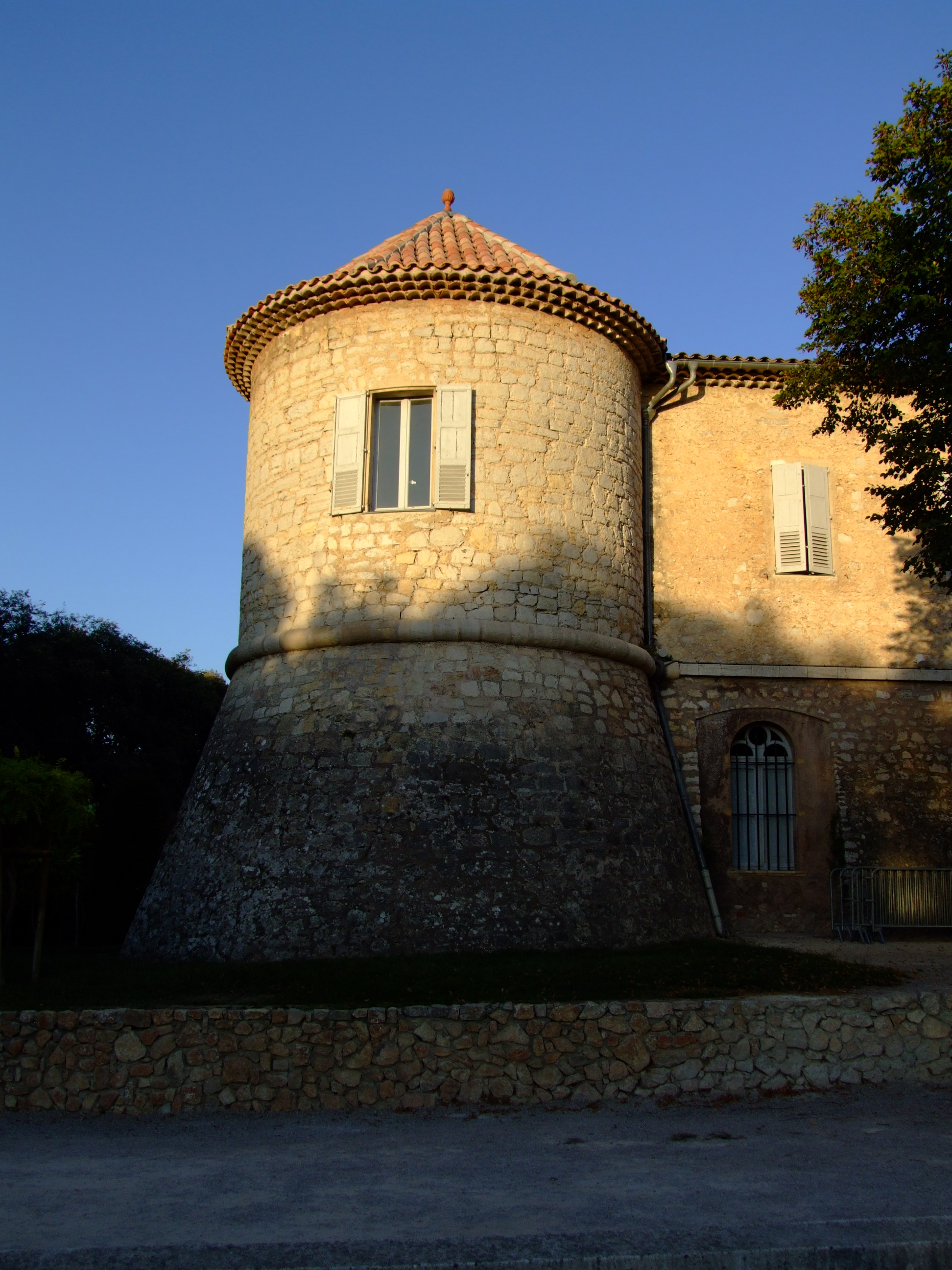
Le château de Mouans.

Le château de Mouans, construit de la fin du XVe au tout début du XVIe siècle, par Pierre de Grasse, est resté la propriété des Grasse jusqu'en 1750, puis il passa aux Villeneuve. Au cours de la Révolution, le château subit le sort de bon nombre de demeures seigneuriales. C'est « la bonne ville de Grasse », qui le détruira en grande partie. Il devint la propriété de la famille Durand de Sartoux au début du XIXe siècle qui le relèvera en suivant les plans d'origine. En 1989, le château est racheté par la commune de Mouans-Sartoux à la famille Péguilhan de Sartoux, héritiers des Durand de Sartoux.

## Description
Le château de Mouans a conservé son architecture triangulaire, ses trois tours reliées par un corps de logis, sa cour intérieure.
Le château est devenu grâce à « l'Espace de l'art concret », un centre d'art contemporain permanent et de réputation internationale. Dans les anciennes écuries du château, a été installé un musée rural sur la vie d'antan.

## Protection
Le château et son parc sont inscrits au titre des monuments historiques par arrêté du 4 janvier 1989.

## Anecdote
Le château est aperçu dans le premier épisode de la série Amicalement vôtre lors d'une scène mémorable réunissant le duo Roger Moore et Tony Curtis.